# زلزال قهرمان مرعش 2023
زلزال قهرمان مرعش 2023 أو زلزالا تركيا وسوريا 2023 أو زلزالا جنوب تركيا 2023 أو زلزال غازي عنتاب 2023، زلزالان ضربا جنوب تركيا، وقع الأول في الساعة 4:17 صباحًا بالتوقيت المحلي (1:17 صباحاً بالتوقيت العالمي المنسق) يوم 6 فبراير 2023. وبلغت قوته 7.8 درجة على مقياس ريختر، وكان مركزه السطحي غرب مدينة غازي عنتاب. امتدَّ أثره إلى سوريا أيضًا نظراً لقرب مركزه من الحدود السورية التركية. ويُعدُّ هذا الزلزال من أقوى الزلازل في تاريخ تركيا وسوريا. بعد مرور تسع ساعات وتحديدًا في الساعة 13:24 ظهرًا بالتوقيت المحلي (10:24 بالتوقيت العالمي المنسق) وقع زلزال آخر بقوة 7.5 درجات على مقياس ريختر بمنطقة إيكين أوزو بالقربِ من مدينة مرعش. بلغ عدد ضحايا هذين الزلزالين في تركيا وسوريا حسب تقديرات أولية أكثر من 51000 قتيلاً و 120000 مصابًا، وخلّفا أضرارًا مادية جسيمة في كِلا البلدين.
وحسب الإحصائيات الرسمية الأخيرة فقد تجاوز عدد القتلى في تركيا وسوريا جراء الزلزال 50 ألف قتيل، بعدما أعلنت تركيا ارتفاع عدد القتلى على أراضيها. وقالت إدارة الكوارث والطوارئ التركية «آفاد» إن عدد القتلى جراء الزلزال ارتفع إلى 44.218 قتيلا مساء الجمعة 24 فبراير 2023. وبإضافة أحدث رقم معلن في سوريا، وهو 5.914 قتيلاً، يرتفع عدد القتلى الإجمالي في البلدين متجاوزاً 50 ألفاً. وقالت إدارة الكوارث والطوارئ التركية إن البلاد تعرضت منذ حدوث الزلازل فجر يوم 6 فبراير والذي كان مركزه ولاية قهرمان مرعش لـ9136 هزة ارتدادية، وكانت آخر تلك الهزات الارتدادية بقوة 4.3 درجات على مقياس ريختر والتي حدثت بمحافظة قونية وسط تركيا، عصر الجمعة 24 فبراير. وأوضحت «آفاد» في بيان لها، إن الزلزال وقع الساعة 17:01 (14:01 بتوقيت غرينتش) في منطقة أراغلي التابعة لمحافظة قونية، على عمق 7 كيلومترات تحت سطح الأرض ولم تسفر الهزة عن وقوع أضرار.
أعاقت الطرق المدمرة والعواصف الشتوية وانقطاع الاتصالات عمل رئاسة إدارة الكوارث والطوارئ للإنقاذ والإغاثة، والتي تضمنت قوة بحث وإنقاذ قوامها 60 ألف فرد، و5000 منقذ ومسعف، و 30 ألف متطوع. انضم أيضا أكثر من 141000 شخص من 94 دولة إلى جهود الإنقاذ بعد طلب تركيا للمساعدة الدولية.

## الزلازل
قدّرت هيئة المسح الجيولوجي الأمريكية (USGS) شدة الزلزال الأول بقوة 7.8 درجة Mww. تقعُ بؤرة الزلزال غرب غازي عنتاب في محافظة غازي عنتاب، بالقربِ من الحدود مع سوريا. من المحتمل أن هذا الزلزال هو أقوى زلزال جرى تسجيله على الإطلاق في تركيا، حيث تعادل شدته شدة زلزال أرزنجان عام 1939.
بعد مرور 9 ساعات على وقوع الزلزال الأول ضرب زلزال آخر بلغت قوته 7.5 درجات على مقياس ريختر منطقة إيكين أوزو في محافظة مرعش. عدّته هيئة المسح الجيولوجي الأمريكية زلزالاً بحد ذاته، وأن سببه تحرك فالق آخر نتيجة للزلزال الأول. تلا الزلزال الثاني هزة ارتدادية بقوة 6 درجات.

### جيولوجيا المنطقة
الموقع الأولي للزلزال يضعه على مقربة من تقاطع ثلاثي بين صفيحة الأناضول والصفيحة العربية والصفيحة الإفريقية. تتوافق آلية وموقع الزلزال مع وقوع الزلزال في منطقة صدع شرق الأناضول أو منطقة صدع البحر الميت. يستوعب صدع شرق الأناضول البثق الغربي لتركيا في بحر إيجة، بينما يستوعب صدع البحر الميت الحركة باتجاه الشمال لشبه الجزيرة العربية بالنسبة إلى صفيحتي إفريقيا وأوراسيا.

### الشدة الزلزالية
تعتبر المنطقة التي وقع فيها الزلزال هادئة نسبيًا من الناحية الزلزالية، حيث وقعت ثلاثة زلازل فقط بقوة 6 درجات أو أكبر في نطاق 250 كيلومترًا من بؤرة الزلزال الأول منذ عام 1970. وقع أكبرها، الذي بلغت قوته 6.7 درجة، شمال شرق موقع هذا الزلزال في 24 يناير 2020. وقعت كل هذه الزلازل على طول أو بالقرب من صدع شرق الأناضول. على الرغم من الهدوء الزلزالي النسبي للمنطقة المركزية لهذا الزلزال، فقد شهد جنوب تركيا وشمال سوريا زلازل كبيرة ومدمّرة في الماضي، حيثُ تعرضت حلب في سوريا للدمار عدة مرات تاريخيًا بسبب الزلازل الكبيرة، على الرغم من أنه لا يمكن تقدير مواقع هذه الزلازل وحجمها بدقة، وكانت حلب قد تعرضت لزلزالٍ قُدّرت قوته بـ 7.1 على مقياس ريختر عام 1138 وزلزال آخر قُدّرت قوته بـ 7.0 درجة في عام 1822 وهو الزلزال الذي تسبَّبَ في مقتل أعداد كبيرة حيث أشارت التقديرات إلى أنّ عدد الوفيات قد تراوحَ بين 20 و 60 ألفًا.

### تتابع الزلازل والهزات الأرضية
ملاحظة: نظراً لكثرة الهزات الارتدادية، أضيفت إلى الجدول الهزات الأقوى من 5 درجات على مقياس ريختر
| التاريخ  | الوقت (ت-ع-م) | القوة (ريختر) | الشدة (ميركالي)      | العمق               | مصدر.    |
| -------- | ------------- | ------------- | -------------------- | ------------------- | -------- |
| 6 فبراير | 01:17         | 7.8           | IX                   | 17.9 كـم (11.1 ميل) | [ 20 ]   |
| 6 فبراير | 01:26         | 5.6           | VII                  | 17.0 كـم (10.6 ميل) | [ ج 1 ]  |
| 6 فبراير | 01:28         | 6.7           | VIII                 | 14.5 كـم (9.0 ميل)  | [ 21 ]   |
| 6 فبراير | 01:36         | 5.6           | VII                  | 10.0 كـم (6.2 ميل)  | [ ج 2 ]  |
| 6 فبراير | 01:58         | 5.1           | N/A                  | 10.0 كـم (6.2 ميل)  | [ ج 3 ]  |
| 6 فبراير | 02:03         | 5.5           | VIII                 | 10.0 كـم (6.2 ميل)  | [ ج 4 ]  |
| 6 فبراير | 02:23         | 5.2           | IV                   | 11.4 كـم (7.1 ميل)  | [ ج 5 ]  |
| 6 فبراير | 04:18         | 5.0           | VI                   | 14.5 كـم (9.0 ميل)  | [ ج 6 ]  |
| 6 فبراير | 06:26         | 5.0           | N/A                  | 10.0 كـم (6.2 ميل)  | [ ج 7 ]  |
| 6 فبراير | 10:24         | 7.5           | IX                   | 10.0 كـم (6.2 ميل)  | [ 18 ]   |
| 6 فبراير | 10:35         | 5.8           | VII                  | 10.0 كـم (6.2 ميل)  | [ ج 8 ]  |
| 6 فبراير | 10:51         | 5.7           | VII                  | 10.0 كـم (6.2 ميل)  | [ ج 9 ]  |
| 6 فبراير | 11:01         | 5.0           | N/A                  | 10.0 كـم (6.2 ميل)  | [ ج 10 ] |
| 6 فبراير | 11:05         | 5.2           | N/A                  | 10.0 كـم (6.2 ميل)  | [ ج 11 ] |
| 6 فبراير | 12:02         | 6.0           | VII                  | 10.0 كـم (6.2 ميل)  | [ 22 ]   |
| 6 فبراير | 13:07         | 5.0           | N/A                  | 17.1 كـم (10.6 ميل) | [ ج 12 ] |
| 6 فبراير | 13:39         | 5.1           | N/A                  | 10.0 كـم (6.2 ميل)  | [ ج 13 ] |
| 6 فبراير | 13:44         | 5.0           | N/A                  | 10.0 كـم (6.2 ميل)  | [ ج 14 ] |
| 6 فبراير | 15:14         | 5.3           | N/A                  | 10.0 كـم (6.2 ميل)  | [ ج 15 ] |
| 6 فبراير | 15:33         | 5.2           | N/A                  | 8.8 كـم (5.5 ميل)   | [ ج 16 ] |
| 6 فبراير | 16:43         | 5.0           | VI                   | 10.0 كـم (6.2 ميل)  | [ ج 17 ] |
| 6 فبراير | 18:04         | 5.3           | VI                   | 10.0 كـم (6.2 ميل)  | [ ج 18 ] |
| 6 فبراير | 20:38         | 5.3           | III                  | 10.0 كـم (6.2 ميل)  | [ ج 19 ] |
| 6 فبراير | 20:44         | 5.0           | -                    | 10.0 كـم (6.2 ميل)  | [ ج 20 ] |
| 6 فبراير | 21:58         | 5.1           | II                   | 10.0 كـم (6.2 ميل)  | [ ج 21 ] |
| 7 فبراير | 03:13         | 5.5           | VII                  | 10.0 كـم (6.2 ميل)  | [ ج 22 ] |
| 7 فبراير | 07:11         | 5.4           | VII                  | 10.0 كـم (6.2 ميل)  | [ ج 23 ] |
| 7 فبراير | 10:18         | 5.4           | 7000400000000000000♠ | 10.0 كـم (6.2 ميل)  | [ ج 24 ] |
| 7 فبراير | 15:48         | 5.0           | 7000300000000000000♠ | 8.3 كـم (5.2 ميل)   | [ ج 25 ] |
| 7 فبراير | 18:10         | 5.3           | III                  | 18.1 كـم (11.2 ميل) | [ ج 26 ] |
| 8 فبراير | 11:10         | 5.4           | III                  | 7.5 كـم (4.7 ميل)   | [ ج 27 ] |
| 8 فبراير | 14:20         | 5.1           | VI                   | 5.9 كـم (3.7 ميل)   | [ ج 28 ] |

### تحذيرات التسونامي
سجلت أجهزة هيئة المساحة القبرصية موجات تسونامي صغيرة على سواحل فاماغوستا لم تنشأ عنها أية أضرار.
أصدرت وكالة الحماية المدنية الإيطالية إنذار تسونامي في سواحل صقلية وقلورية وبولية.
طلب من السكان التوجه إلى مناطق مرتفعة واتباع تعليمات السلطات المحلية، كما توقفت خدمات القطارات في المناطق المشمولة بالإنذار قبل أن تقوم السلطات برفع التحذير لاحقا.

### آثار الزلزال في مناطق أخرى
صرح المركز الأوروبي المتوسطي لرصد الزلازل أن السكان في أرمينيا وجورجيا والعراق والأردن وفلسطين ومصر وأجزاء من روسيا شعروا بالزلزال. كما صرحت وكالة المسح الجيولوجي للدنمارك و جرينلاند بأن أجهزتها رصدت الزلزالين وأن بعض الأشخاص شعروا بالهزتين في الدنمارك وجرينلاند رغم بعد المسافة (أكثر من 5,500 كـم (3,400 ميل))."

## الاستجابة

### تركيا
قال الرئيس رجب طيب أردوغان على تويتر «جرى إرسال فرق بحث وإنقاذ على الفور» إلى المنطقة المتضررة. وحث وزير الداخلية سليمان صويلو السكان على الامتناع عن دخول المباني المتضررة.
وبسبب عظم حجم المعاناة وكثرة الأضرار، أطلقت الحكومة التركية نداء استغاثة لكافة الدول والمجتمع الدولي لمد يد العون والمساهمة في عمليات إنقاذ المصابين وانتشال المتوفين، وفي هذا الصدد قدمت العديد من الدول المساعدات وفي مقدمتهم جمهورية الجزائر والمملكة العربية السعودية وجمهورية فرنسا والعديد من الدول الأخرى، وذلك من خلال تقديم التبرعات العينية والمالية وإرسال فرق البحث والإنقاذ، وأطقم الإسعافات الطبية. وفي 3 فبراير 2024، سلمت الحكومة التركية مفاتيح منازل اكتمل بناؤها لآلاف ممن دمرت منازلهم.

### سوريا
عقد مجلس الوزراء السوري اجتماعاً طارئاً برئاسة رئيس الجمهورية بحث خلاله أضرار الزلزال البشرية والمادية ووضع خطة طوارئ للتعامل مع الوضع بقيادة غرفة عمليات مركزية يرأسها رئيس مجلس الوزراء وفرق عمليات على الأرض، بالإضافة إلى مجموعة من الإجراءات العاجلة منها التوجيه لمجموعة من الوزارات والمؤسسات والشركات العامة للمشاركة في الاستجابة لمتطلبات الوضع الحالي. فيما بادرت قوات الدفاع المدني في المناطق المتضررة للاستجابة، وقد أعلنت شمال غربي سوريا منطقة منكوبة بحسب الدفاع المدني السوري «الخوذ البيضاء» في بيان نشره على صفحته الرسمية.
ووصف الدفاع المدني السوري الوضع بأنه «كارثي» وحث السكان على ترك المباني والبقاء في العراء. أفادت وسائل إعلام سورية عن انهيار عدد كبير من المباني في شمال محافظة حلب إضافة إلى عدد من المباني في مدن حلب وحماة واللاذقية وجبلة. وفي دمشق فرَّ كثيرٌ من الناس من منازلهم إلى الشوارع. وقال المركز الوطني للزلازل إن الزلزال «هو أكبر زلزال جرى تسجيله تاريخيًا».

### بلدان أخرى
أصدرت إدارة الحماية المدنية الإيطالية تحذيرًا من موجات تسونامي محتملة قد تضرب الساحل الإيطالي. ونُصح سكان الساحل بالفرار إلى مناطق مرتفعة واتباع السلطات المحلية.

## التأثيرات الجيولوجية
حُدِّد التسييل عبر الأقمار الصناعية والاستشعار عن بعد على طول الجزء الجنوبي من تمزق Mw7.8 على صدع شرق الأناضول من أنطاكيا إلى جولباسي. وقد لوحظ حدوث تسييل وانتشار جانبي في المناطق الساحلية وبالقرب منها، والوديان النهرية والبحيرات المجففة أو مناطق المستنقعات المغطاة برواسب الهولوسين. أُجرِيَ رصد (مشاهدات) محدود في المناطق المرتفعة بسبب الغطاء الثلجي ونقص الرصدات الساتلية.
كان التسييل والانتشار الجانبي وفيرًا في وادي أميك (أو وادي العمق) وسهل نهر العاصي شمال أنطاكيا في محافظة هاتاي. حدث التسييل حول قاع البحيرة السابق وعلى طول منحدرات نهر العاصي. تسبب الانتشار الجانبي في أضرار جسيمة لميناء إسكندرونة. غمرت المياه مساحات كبيرة من الساحل وأجزاء من الأرصفة بسبب الانتشار الجانبي. كما لوحظ تسييل في جبل سمعان(السويدية) (بالتركية: Samandağ)‏ . في بحيرة جولباشي الواقعة في محافظة أديامان، حدث انتشار جانبي على طول الساحل الشمالي والشرقي والجنوب. كما غمرت المياه أجزاء من شاطئ البحيرة. تضررت جولباشي أيضًا بسبب التسييل والانتشار الجانبي.
حدث انخسافٌ كبيرٌ للأرض في مدينة إسكندرونة الساحلية، مما تسبب في إغراق البحر لأجزاء من المدينة؛ حيث زحف بما يصل إلى 200 متر (660 قدمًا) إلى الداخل. قال تيم رايت، من مركز رصد ونموذجية الزلازل والبراكين في المملكة المتحدة: «رغم أن هذا الزلزال الضخم أنتج في الغالب حركة أفقية، فمن المعقول بالتأكيد أن يكون هناك صدع تسبب بحدوث انخساف واسع النطاق مثل هذا». وقال خوسيه بوريرو، مدير eCoast Marine Consulting and Research في نيوزيلندا: «مستوى الهبوط وحجمه متوقعان تمامًا بهذا المقياس من زلازلٍ كبير». كما حدثت حالات انخساف مماثلة في مدينة غولجوك التركية بعد زلزال أزميد 1999، وفي كايكورا عندما حدث زلزال كايكورا 2016، قد تكون الرواسب اللينة، والأمواج العالية من الطقس العاصف والتسونامي ساهمت في التأثيرات التي لوحظت في إسكندرونة.
على الرغم من مركز الزلزال على بعد 90 كم (56 ميل) في الداخل، سُجِّل تسونامي في البحر الأبيض المتوسط. سُجِّلت موجات تسونامي صغيرة قبالة سواحل فاماغوستا، قبرص، دون أضرار. بلغ قياس تسونامي 0.17 م (6.7 بوصة)، وسُجِّلت تسجيل موجات تسونامي عند 0.12 م (4.7 بوصة) في إسكندرون و 0.13 م (5.1 بوصة) في إيرديملي.
وصدر تحذير من حدوث تسونامي بعد 15 دقيقة من وقوع الزلزال الرئيسي. توقع التحذير الصادر عن KOERI أمواج من 0.5 متر (1 قدم 8 بوصة) على طول الساحل الجنوبي التركي. أصدرت وكالة الحماية المدنية الإيطالية تحذيرًا -سُحِب لاحقًا- من احتمال حدوث تسونامي على سواحلها الجنوبية والشرقية. أصدر المعهد القومي لبحوث الفلك والجيوفيزياء في مصر تحذيرا من تسونامي لمنطقة شرق البحر الأبيض المتوسط، بما في ذلك الساحل المصري. وسُحبت التحذيرات في وقت لاحق.

## الأضرار

### تقدير الخسائر
قدّرت خدمة PAGER للمسح الجيولوجي بالولايات المتحدة بعد الزلزال الأول أن احتمال حدوث وفيات يتراوح بين 100 و 1000، كما قدرت احتمالًا بنسبة 35% للخسائر الاقتصادية بين 1 مليار دولار أمريكي و 10 مليار دولار أمريكي.

### تركيا
| المحافظة/المقاطعة | الوفيات | الإصابات |
| ----------------- | ------- | -------- |
| أضنة              | 454     | 7,450    |
| أديلمان           | 6,013   | 17,000   |
| بطمان             | 0       | 20       |
| ديار بكر          | 414     | 902      |
| معمورة العزيز     | 5       | 379      |
| غازي عنتاب        | 3,273   | 13,325   |
| هاتاي             | 21,910  | 30,762   |
| قهرمان مرعش       | 10,194  | 9,243    |
| كيليس             | 22      | 518      |
| مالطية            | 1,410   | 7,300    |
| ماردين            | 1       | 0        |
| عثمانية           | 991     | 2,224    |
| شانلي أورفة       | 340     | 8,919    |

كان هناك ما لا يقل عن 45986 حالة وفاة، و 114991 جريحًا في 11 محافظة الأكثر تضررًا في تركيا. تأثر ما لا يقل عن 13.5 مليون شخص و 4 ملايين مبنى. دُمِّرت حوالي 345000 شقة. حوصر الآلاف تحت الأنقاض عندما انهارت المباني. ظل العديد من الأشخاص في عداد المفقودين في المباني المنهارة. قام بعض المحاصرين تحت الأنقاض ببث نداءاتهم على وسائل التواصل الاجتماعي للحصول على المساعدة.
دُمرت العديد من المباني في حصن منصور وديار بكر. ففي ديار بكر، انهار مركز تجاري. وقال محافظ العثمانية إن 34 مبنى في المحافظة قد انهارت. كما انهار حوالي 130 مبنى في مالطية. وانهار جزء من مسجد معروف من القرن الثالث عشر في المقاطعة.
بحلول 23 فبراير 2023، أجرت وزارة البيئة والتحضر وتغير المناخ عمليات تفتيش للأضرار في 1.25 مليون مبنى، والكشف عن أن 164000 مبنى إما دمرت أو تضررت بشدة. وتعرضت 150.000 بنية تحتية تجارية أخرى لأضرار متوسطة على الأقل. قدرت الأمم المتحدة أن حوالي 1.5 مليون شخص أصبحوا بلا مأوى. كشف تقييم الأضرار الذي أجرته الحكومة التركية أنه كان لابد من هدم 61722 مبنى على الأقل، بما في ذلك 11900 في مقاطعة غازي عنتاب، و 10900 في مقاطعة هاتاي، و 10800 في محافظة قهرمان مرعش، و 28914 في محافظة مالطية. تسبب الزلزال في حدوث تصدعات واسعة في الطرق. أثناء جهود الإنعاش، غالبًا ما تم العثور على أجزاء من الجثث تحت الأنقاض.
أُغْلِق مطار أضنة شاكرباشا بسبب الأضرار التي لحقت بالمدرج. انهار في مدينة أضنة 12 مبنى، بما في ذلك مجمع سكني من 17 طابقًا، بينما تعرض 143 مبنى لأضرار متوسطة إلى شديدة. في جميع أنحاء محافظة أضنة، كشفت تقييمات الأضرار عن تدمير 59 مبنى و 1،274 شقة أو مطلوب هدمها.
هُدِم ما لا يقل عن 300 مبنى في مدينة مالطية. شهد سقف مطار ملطية إرهاش انهيارًا جزئيًا، كما حدث لمسجد يني كامي التاريخي. تم الإبلاغ عن الأضرار أيضًا في تل أرسلانتيب. في آقتشاداغ، تسبب الزلزال الثاني في مقتل 11 شخصًا في حي واحد فقط.
تعرضت العديد من المواقع التاريخية لأضرار جسيمة في مدينة غازي عنتاب، مثل: قلعة غازي عنتاب ومسجد شرواني ومسجد التحرير. في نورداغي، توفي ما يقرب من 2500 شخص وتعرض ما يقرب من 50 في المائة من المدينة لأضرار بالغة أو دمرت. تلقت 30 في المائة إضافية من مخزون المبنى أضرارًا متوسطة. أُنشِئَت مقابر جماعية لدفن العدد الهائل من الموتى. اضطر مطار غازي عنتاب الدولي إلى تقييد خدماته لإنقاذ الرحلات الجوية.
في محافظة حطاي، دُمِّر 9224 مبنى على الأقل جزئيًا أو كليًا. في أنطاكية دُمِّر حوالي 3100 مبنى، وتطلب ما يصل إلى 80 بالمائة من مباني المدينة الهدم. دُمِّرت بلدتي قري خان وإسكندرونة. أدى انهيار شقق رينيسانس ريسيدنس الفاخرة إلى محاصرة ما يقدر بنحو 800 شخص، وتوفي عدد غير معروف. قُسِّم مدرج مطار حطاي ورُفِع، مما تسبب في إلغاء الرحلات الجوية. بحلول 12 فبراير، أكملت بلدية أنقرة الحضرية إصلاحات المطار، مما سمح بإعادة افتتاحه. دُمِّر مستشفيين إقليميين ومركز شرطة، وانفجر أنبوب غاز. دُمِّر المبنى الذي كان يضم مجلس ولاية خطاي، وكذلك كنيسة القديس بول، ومسجد حبيب النجار، بينما تم الإبلاغ عن الأضرار في كنيس أنطاكية [الإنجليزية] ومتحف حطاي للآثار [الإنجليزية]. عشرات المباني في منطقة جوزيلبيرك وانهار كل منزل تقريبًا في المقاطعات الوسطى و Cebrail. حوصر معظم أعضاء الفريق والطاقم التدريبي لنادي حطاي سبور المحلي لكرة القدم في البداية في انهيار مقرهم في أنطاكيا قبل أن يتم إنقاذهم، مع وفاة اللاعب كريستيان أتسو والمدير الرياضي تانر سافوت [الإنجليزية].
في الإسكندرونة، وهي مدينة صناعية في محافظة حطاي، تم الإبلاغ عن حريق كبير في الميناء في 6 فبراير في الساعة 17:00 يُعتقد أنه نشأ من حاوية تحمل زيتًا صناعيًا قابل للاشتعال، مما أدى إلى إغلاق الميناء وتحويل مسار العديد من السفن. أُطفِئ في 6 و 8 فبراير فقط ليشتعل في اليوم التالي في كل مرة. أُخْمِد أخيرًا في 10 فبراير. ودَمَّر الحريق إجمالي 3670 حاوية وقالت هيئة إدارة الميناء إن استئناف العمليات سيستغرق ثلاثة أشهر. حدثت فيضانات على طول ساحل المدينة ، مما أدى إلى غمر الشوارع حتى 200 متر (660 قدمًا) في الداخل. دُمِّرت كاتدرائية البشارة -مقر النائب الرسولي الروماني الكاثوليكي في الأناضول- بالكامل تقريبًا. لم تكن هناك انهيارات أو أضرار جسيمة في إرزين على الرغم من كونها أقرب إلى مركز الزلزال من المناطق الأخرى في مقاطعة حطاي. عوامل متعددة بما في ذلك قوانين البناء الصارمة حالت دون التدمير. وفر ما يقدر بنحو 20 ألف شخص إلى إرزن، مما زاد عدد سكانها بنحو 50 في المائة.
حدث دفن جماعي في قهرمان مرعش لأكثر من 5000 جثة. وقال مسؤول بالمدينة إن المقبرة الجماعية ستصبح في النهاية مقبرة لعشرة آلاف جثة. وأكدت وزارة الداخلية في وقت لاحق أن 941 مبنى انهارت بالكامل. تُوفي شخصان في البستان، في محافظة قهرمان مرعش ودُمرت ثلاثة مبانٍ جراء الزلزال الأول، في حين قتل الزلزال الثاني 924 شخصًا، وأصيب 1825، ودمر ما يقدر بنحو 2000 مبنى بالمدينة. في Ordekdede، وهي قرية في منطقة بازارجيك، دُمِّرت جميع المباني المكونة من طابق واحد تقريبًا. لم يكن أي من منازل القرية البالغ عددها 140 منزلًا مستقرًا من الناحية الهيكلية. وقتل في القرية 34 شخصا. مات ما لا يقل عن 11 شخصًا، ودُمر 107 منازل وتضرر 70 بالمائة من مخزون المباني في إكينوزو. في أفشين، أصيب اثنان في الزلزال الأول، ودمر الزلزال الثاني 335 مبنى و 40 في المائة من منازلها، وتوفي 180 شخصًا.
في محافظة أديامان، دُمِّر أكثر من 20000 مبنى و 56600 شقة، بالإضافة إلى مبنى بلدية أديامان ومسجد من القرن السادس عشر ومستشفى مقاطعة جولباشي الحكومي. كما دُمر فندق Isias؛ أكبر فندق في المدينة. قُتل ما يصل إلى عشرة بالمائة من سكان أديامان. دمر الزلزال الثاني ثلاثة مبان في المحافظة. في مقاطعة شانلي أورفة، انهار 19 مبنى.
كما دُمِّرت قلعة ديار بكر -وهي أحد مواقع التراث العالمي لليونسكو- جزئيًا. كما تضرر موقع التراث العالمي المجاور لحدائق هوسال. في شانلي أورفة، تضررت الهياكل المحيطة ببركة إبراهيم. انهارت مئذنة الضريح الديني جزئيًا، مما أدى إلى سقوط الأنقاض في البرك الموجودة أسفلها وتشويه المياه، والتي تلوثت أيضًا بمياه الصرف الصحي.
| المحافظة    | نوع الضرر   | تضررت بشدة أو دمرت | متوسط الضرر | أضرار طفيفة | لم تتضرر | المجموع | المباني التي تم مسحها |
| ----------- | ----------- | ------------------ | ----------- | ----------- | -------- | ------- | --------------------- |
| اضنة        | مبنى        | 59                 | 304         | 1,688       | 5,313    | 7,364   | 7,724                 |
| اضنة        | وحدة مستقلة | 1,274              | 7,270       | 38,261      | 78,040   | 124,845 | 127,269               |
| أديلمان     | مبنى        | 6,990              | 2,613       | 11,694      | 9,310    | 30,607  | 34,578                |
| أديلمان     | وحدة مستقلة | 29,703             | 11,179      | 38,823      | 21,365   | 101,070 | 115,046               |
| ديار بكر    | مبنى        | 643                | 718         | 6,725       | 18,039   | 26,125  | 28,969                |
| ديار بكر    | وحدة مستقلة | 6,932              | 10,095      | 86,925      | 178,216  | 282,168 | 294,814               |
| معمورة عزيز | مبنى        | 664                | 138         | 1,460       | 723      | 2,985   | 3,114                 |
| معمورة عزيز | وحدة مستقلة | 4,043              | 801         | 15,532      | 9,503    | 29,879  | 30,703                |
| غازي عنتاب  | مبنى        | 12,964             | 4,361       | 29,471      | 89,092   | 135,888 | 156,482               |
| غازي عنتاب  | وحدة مستقلة | 31,522             | 17,050      | 179,149     | 309,389  | 537,110 | 586,628               |
| حطاي        | مبنى        | 15,248             | 2,827       | 17,212      | 29,188   | 64,475  | 68,116                |
| حطاي        | وحدة مستقلة | 71,735             | 18,146      | 62,034      | 74,851   | 226,766 | 239,142               |
| قهرمان مرعش | مبنى        | 12,980             | 1,058       | 20,556      | 25,420   | 60,014  | 69,577                |
| قهرمان مرعش | وحدة مستقلة | 60,051             | 7,671       | 99,481      | 61,932   | 229,135 | 258,523               |
| كيليس       | مبنى        | 812                | 137         | 2,208       | 2,849    | 6,006   | 6,608                 |
| كيليس       | وحدة مستقلة | 1,224              | 1,033       | 16,296      | 12,228   | 30,781  | 31,904                |
| مالطية      | مبنى        | 8,365              | 945         | 8,960       | 7,463    | 25,733  | 32,344                |
| مالطية      | وحدة مستقلة | 44,996             | 6,617       | 59,825      | 31,894   | 143,332 | 174,293               |
| عثمانية     | مبنى        | 2,531              | 266         | 8,034       | 22,041   | 32,872  | 34,797                |
| عثمانية     | وحدة مستقلة | 9,595              | 2,104       | 40,929      | 51,409   | 104,037 | 108,162               |
| شانلي أورفة | مبنى        | 466                | 550         | 13,507      | 19,585   | 34,108  | 39,557                |
| شانلي أورفة | وحدة مستقلة | 2,725              | 4,707       | 112,399     | 86,896   | 206,727 | 229,605               |

### سوريا
شعر كل سكان سوريا بالزلزال، لكن أثر الزلزال المدمر اقتصر على محافظات حلب وحماة واللاذقية وطرطوس وإدلب، حيث أودى الزلزال بحياة أكثر من 5900 شخص وإصابة 20000 آخرين حسب وزارة الصحة السورية. فيما أدى إلى مقتل أكثر من 380 شخصاً في المناطق التي تقع خارج سيطرة الدولة السورية حسب منظمة الخوذ البيضاء.
أفادت التقارير الأولية الواردة للمديرية العامة للآثار والمتاحف من بعض المحافظات بأضرار طالت بعض المواقع الأثرية نتيجة الهزة الأرضية. ففي حلب تعرضت القلعة لأضرار طفيفة ومتوسطة، منها سقوط أجزاء من الطاحونة، وحدوث تشقق وتصدع وسقوط أجزاء من الأسوار الدفاعية الشمالية الشرقية. كما سقطت أجزاء كبيرة من قبة منارة الجامع الأيوبي، وتضررت مداخل القلعة، وسقطت أجزاء من الحجارة، ومنها مدخل البرج الدفاعي المملوكي، وتعرضت واجهة التكية العثمانية لأضرار.

### بلدان أخرى
استيقظ السكان في لبنان من نومهم حيث اهتزت المباني في البلاد لمدة تصل إلى 40 ثانية. وفي بيروت فرّ السكان من منازلهم وظلوا في الشوارع أو قادوا سياراتهم للفرار من المباني. كما شعر السكان بالزلزال حتى في قبرص.
كذلك في العراق إذ خرج أهالي محافظات أربيل ودهوك والموصل خارج منازلهم بعد أن اهتزت منازلهم لبضع ثوانٍ متأثرة بزلزال تركيا فيما وصل تردد الهزة إلى العاصمة بغداد وحتى أهالي كربلاء شعروا بها وقال المركز الأوروبي لرصد الزلازل في منطقة البحر المتوسط إن السكان شعروا بالاهتزاز في اليونان والأردن ورومانيا وجورجيا ومصر.

## ردود الفعل الدولية
- ألبانيا: أرسلت البلاد 88 طبيباً أو معالجاً صحياً إلى تركيا و 9 عربات مخصصة للحدث.[145]
- الجزائر: أبلغ الرئيس الجزائري عبد المجيد تبون عن تعازيه الحارة لضحايا الزلزال لنظيريه السوري بشار الأسد والتركي رجب طيب أردوغان،[146] وأرسل فريق حماية مدنية مكوناً من 89 شخصاً إلى تركيا للمساعدة في عمليات الإنقاذ والإغاثة،[147] وفي اليوم الموالي قام بإرسال فريق ثاني لسوريا مكون من 86 عون حماية مدنية.[148] بعدها قامت الجزائر بمساعدات مالية بقيمة 45 مليون دولار (30 مليون دولار لتركيا، و15 مليون دولار لسوريا).[149]
- أرمينيا: رئيس الوزراء نيكول باشينيان يعزّي أُسر ضحايا الزلزال الذي ضرب تركيا وسوريا ويقول إن أرمينيا مستعدة لتقديم المساعدة.[150]

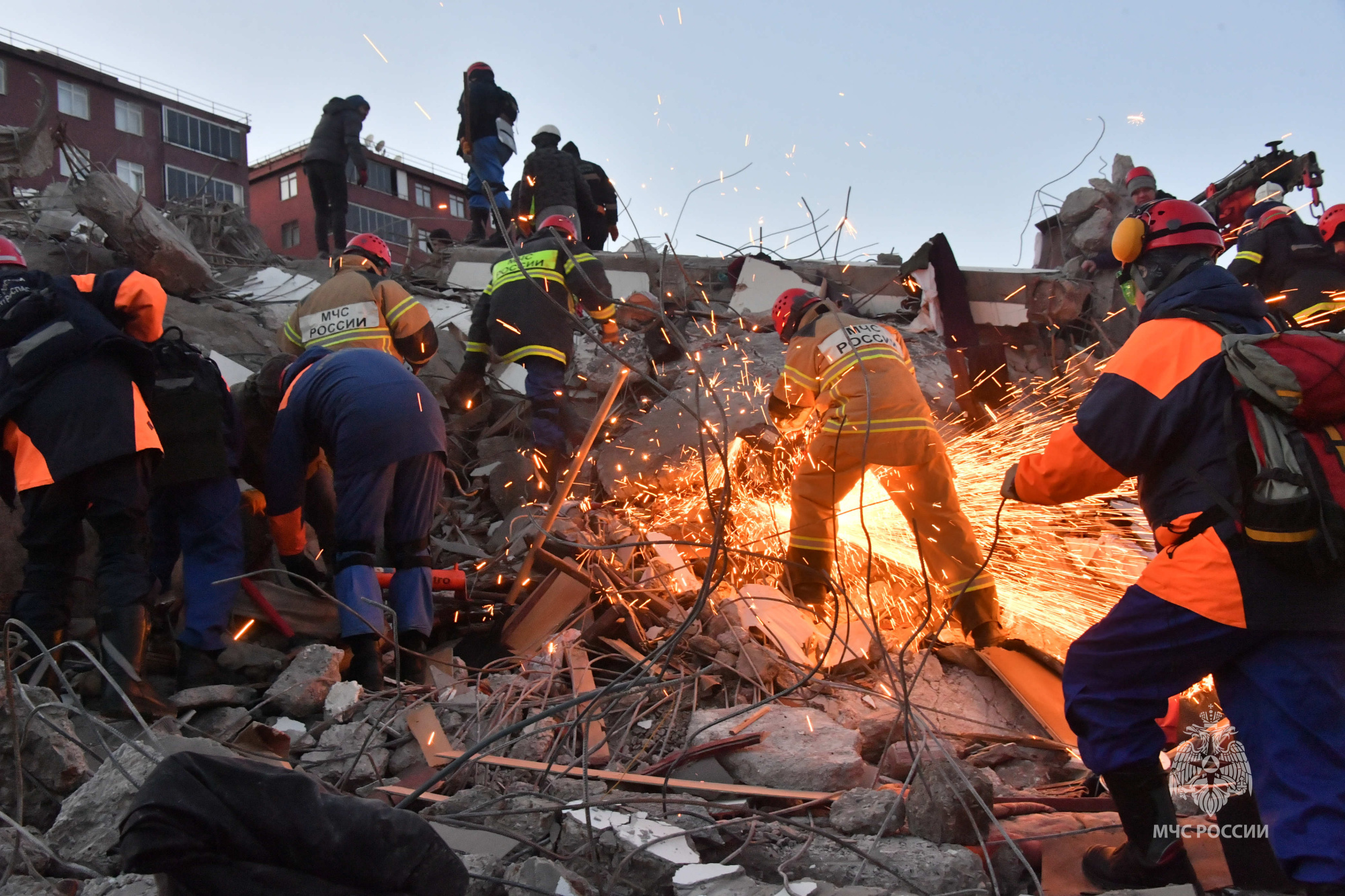
فريق البحث والإنقاذ الروسي

- فريق البحث والإنقاذ الروسي  أعرب الرئيس الروسي فلاديمير بوتين لنظيريه التركي رجب طيب أردوغان والسوري بشار الأسد عن تعازيه في ضحايا كارثة الزلزال، وأكد استعداد روسيا للمساعدة في مواجهة تداعياته.[151]
- أعرب وزير الخارجية البولندي زبينيو راو في تغريدة على تويتر عن تعازيه الحارة لوزير الخارجية التركي مولود جاويش أوغلو وأظهر استعداد بلاده تقديم المساعدة.[152]
- أعرب الرئيس الأذربيجاني إلهام علييف وأعلن أنه سيرسل فريق بحث وإنقاذ من 370 شخصا إلى تركيا.[153]
- أظهرت الصين استعدادها لمساعدة تركيا.[154] كما أعرب الرئيس الصيني شي جين بينغ تعازيه لأسر الضحايا، وتمنياته بالشفاء للمصابين، مؤكداً على ثقته بأن سورية قادرة على تجاوز آثار الكارثة في أقرب وقت.[155]
- المفوضية الأوروبية: أعرب المسؤول عن حالة إدارة الأزمات والحالات الإنسانية يانس لينارتشيتش، أن آلية الحماية المدنية في الاتحاد الأوروبي والذي تركيا عضو فيه، جاهزة ووحدات الاستجابة الطارئة جاهزة لتقديم المساعدة.[156]
- أبدى الرئيس الفرنسي إيمانويل ماكرون استعداد بلاده لتقديم المساعدة وأظهر تعاطف الشعب الفرنسي مع العائلات الثكلى[157][بحاجة لمصدر غير أولي]
- أعرب وزير الخارجية اليونانية كيرياكوس ميتسوتاكيس في تغريدة له على تويتر أن اليونان تجهز مصادرها وستقدم المساعدة فورياً.[158]
- أعلن النائب الثاني لرئيس الوزراء ووزير الخارجية فوبكه هويكسترا أن هولندا سترسل وحدة الإنقاذ والبحث لتركيا.[159]
- أعرب رئيس الوزراء الباكستاني شهباز شريف عن تعازيه في حادثة الزلزال.[160]
- أعرب رئيس مجلس الوزراء السلوفاكي إدوارد هيجر ووزير الخارجية السلوفاكي راستيسلاف كاشر عن تعازيهم الحارة لأهالي الضحايا والشفاء العاجل للجرحى، وذلك في تغريدة على تويتر.[161][162][بحاجة لمصدر غير أولي]
- أعرب رئيس جمهورية الصين تساي إنغ ون عن تعازيه الحارة لأُسر الضحايا، أنبأ عن تبرعه بمبلغ 200,000 دولار أمريكي للإغاثة في حالات الطوارئ.[163]
- أظهر رئيس أوكرانيا فولوديمير زيلينسكي أنَّ أوكرانيا تقف مع أصدقائها الأتراك وهي مستعدة لتقديم الخدمات اللازمة للمساعدة.[164]
- في بيان، قال مستشار الأمن القومي الأمريكي جيك سوليفان أنّ الولايات المتحدة الأمريكية «مستعدة لتقديم أي وجميع المساعدات اللازمة» وأن الرئيس جو بايدن أوعز للوكالة الأمريكية للتنمية الدولية «لرفع جاهزية جميع وحدات الاستجابة».[165]
- أجرى أمير قطر تميم بن حمد آل ثاني اتصالاً هاتفياً بالرئيس التركي رجب طيب أردوغان أعرب من خلاله عن تعازيه الحارة وبمساندة قطر للشعب التركي في التخفيف من التداعيات الإنسانية الخطيرة التي خلفها الزلزال، وتمنى للمصابين الشفاء العاجل.[166]
- أصدرت الخارجية بياناً قالت فيه إنها تتابع مجريات الأحداث في تركيا وسوريا إثر الزلزال وأعربت عن تضامن المملكة وتعازيها للأشقاء في سورية وتركيا.[167]
- أبدى رئيس دولة الإمارات العربية المتحدة محمد بن زايد آل نهيان خلال اتصال هاتفي مع الرئيس السوري وقوف وتضامن دولة الإمارات العربية المتحدة قيادةً وشعباً مع سورية جرّاء الزلزال المدمر، ويتقدم بخالص التعازي لسقوط مئات الضحايا، مؤكداً أنّ بلاده على أتمّ الاستعداد لمساعدة الشعب السوري على تجاوز آثار هذه الكارثة.[168]
- أصدرت الخارجية المصرية بيانا قالت فيه: مصر تعرب عن خالص تعازيها وتضامنها مع سورية في مواجهة آثار الزلزال المدمر الذي وقع فجر اليوم وتعلن عن استعدادها لتقديم المساعدة في مواجهة آثار هذه الكارثة المروعة.[169]
- قال رئيس الوزراء اللبناني نجيب ميقاتي أنه عرض تقديم المساعدة والخدمات المطلوبة لسوريا وتركيا.[170]
- أعرب الأمين العام للأمم المتحدة أنطونيو غوتيريش عن تعازيه للأزمة الإنسانية في سوريا وتعهد ببذل كل ما في وسعه لمساعدة البلاد على تجاوزها.[171]
- أعرب سلطان عمان هيثم بن طارق عن تضامن الشعب العماني مع الشعب السوري الذي عانى من كارثة الزلزال المدمر، معربا عن خالص تعازيه للرئيس الأسد ولكل السوريين وخاصة أسر الضحايا، وأكد أن سلطنة عمان ستقف إلى جانب سوريا في جميع الظروف اللازمة لتجاوز هذه المحنة وستقدم مساعدات طارئة لدعم الحكومة السورية في جهودها لتجاوز آثار هذه الكارثة وتقديم الإغاثة للمتضررين.[172]
- أعرب الملك حمد بن عيسى آل خليفة عن تضامن مملكة البحرين حكومةً وشعباً مع سورية في تجاوز آثار هذه الكارثة.[155]
- وأعرب الملك عبد الله الثاني عن تعازيه، وأبدى استعداد الأردن لتقديم المساعدات.[155]
- أكد إيران على استعدادها لتقديم المساعدات على وجه السرعة، وذلك على لسان الرئيس إبراهيم رئيسي الذي تقدم بتعازيه بضحايا الزلزال للرئيس السوري.[155]
- وجه رئيس الوزراء العراقي محمد شياع السوداني فوراً بإرسال المساعدات والمستلزمات الطبية والمحروقات فضلا عن إرسال آلات الحفر للمساعدة في إزالة الركام وانتشال الضحايا في سوريا وتركيا فضلا عن فتح جسر جوي بين العراق وتركيا وسوريا فضلا عن وجود فرق الإنقاذ العراقية معربا عن تعازيه للضحايا.